# Диттман, Вильгельм
Вильгельм Диттман (нем. Wilhelm Dittmann; 13 ноября 1874, Ойтин, Германия, — 7 августа 1954, Бонн, ФРГ) — немецкий политик.

## Биография
Диттман посещал восьмилетнюю школу в своем родном городе, затем обучился профессии столяра и работал им в 1894—1899 годах. В 1894 году вступил в СДПГ и Союз деревообделочников. С 1899 года Диттман работал редактором партийных газет в Бремерхафене и Золингене (Bergische Arbeiterstimme). В 1904 году занял должность секретаря партии во Франкфурте-на-Майне, где в 1907 году также стал депутатом городского совета. В 1909 году вернулся в Золинген и в 1912 году выиграл выборы в рейхстаг по избирательному округу Ремшайд-Леннеп-Меттман.

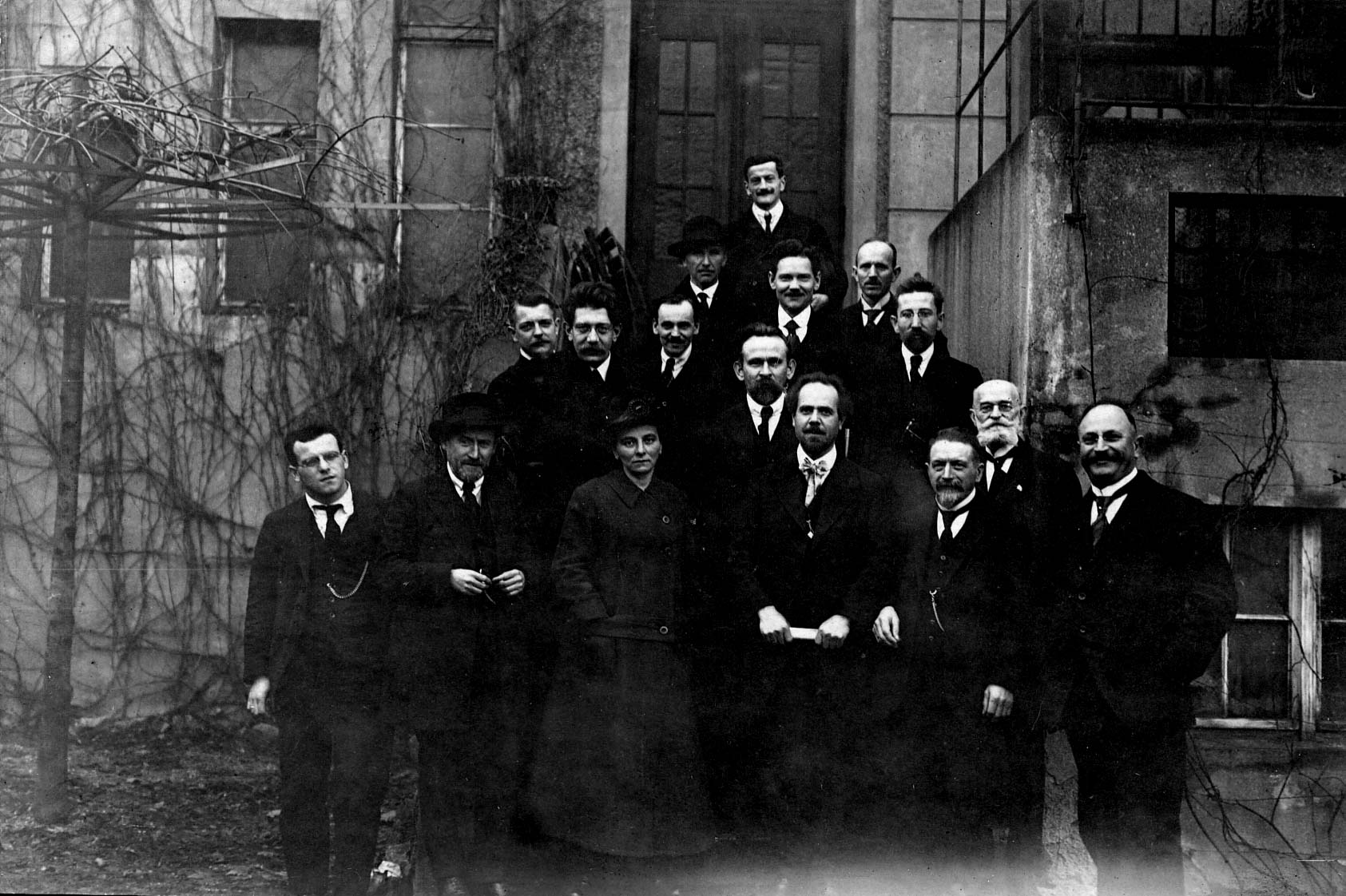
Руководство НСДПГ после завершения партийного съезда. Лейпциг, 1919 год. Диттман в центре за Лорой Агнес и Артуром Криспином

21 декабря 1915 года он впервые проголосовал против выпуска военных облигаций, в марте следующего года был исключен из парламентской фракции СДПГ и вскоре вместе с Гуго Гаазе и Георгом Ледебуром основал Социал-демократическую рабочую группу. В апреле 1917 года он был одним из основателей НСДПГ и стал политическим секретарем Центрального комитета партии. В феврале 1918 года военный трибунал признал Диттмана виновным в покушении на государственную измену из-за его участия в забастовке берлинских фабрик боеприпасов и приговорил к пяти годам заключения в крепость. Однако после того, как ставший канцлером Максимилиан Баденский принялся менять внутреннюю политику, Диттман был освобожден из тюрьмы 15 октября того же года.
В первые недели Ноябрьской революции (с 10 ноября по 29 декабря 1918 года) он был членом Совета народных уполномоченных. В 1920 году был избран депутатом рейхстага. В августе того же года участвовал во Втором конгрессе Коммунистического интернационала в Петрограде. На состоявшемся в октябре съезде НСДПГ вопреки его решению отказался войти вместе с партией в состав Коминтерна и объединиться с КПГ.
После того, как большинство членов НСДПГ присоединилось к КПГ, Диттман стал фактическим руководителем партии. В 1920—1925 годах он был одним из вице-президентов рейхстага, а с 1921 по 1925 год также был депутатом городского совета Берлина. В 1922 году способствовал воссоединению с СДПГ и осенью того же года стал секретарем правления объединенной партии, а также взял на себя исполнение обязанностей председателя социал-демократической фракции в рейхстаге. Он занимал обе должности до 1933 года, однако больше не играл в СДПГ роли, сравнимой с его ролью в НСДПГ.
22 и 23 января 1926 года Диттман, ранее изучив служебные секретные акты судебных процессов на флоте, Имперского морского управления и Имперского суда, выступил с шестичасовой речью перед парламентской следственной комиссией рейхстага, которую он возглавлял, по поводу легенды об ударе ножом в спину. Выступавшие с этой фальсификацией истории правые партии и националистические группы утверждали, что немецкая армия не потерпела военного поражения в полевых условиях, а была «заколота сзади» — сторонниками Ноябрьской революции 1918 года.
В феврале 1933 года, когда распространились слухи, что нацисты хотят на показательном процессе обвинить Диттмана как «ноябрьского преступника», по рекомендации правления партии он бежал в Австрию. Чуть позже он переехал в Швейцарию. Рукопись по истории 1914—1933 годов, которую он написал там под названием Wie alles kam, так и осталась неопубликованной. Вместо этого социал-демократическое руководство в изгнании опубликовало в 1936 году книгу Фридриха Штампфера Die vierzehn Jahre der ersten deutschen Republik, которую Диттман раскритиковал. В 1951 году он вернулся в Западную Германию и до своей смерти работал в архиве СДПГ в Бонне.
Мемуары Диттмана, написанные в Швейцарии в 1939—1947 годах и отредактированные в 1995 году Юргеном Рояном, являются первоклассным автобиографическим источником по истории немецкого рабочего движения, особенно во время Первой мировой войны, Ноябрьской революции и первых лет Веймарской республики.
Брат Диттмана Пауль Диттман был одним из организаторов забастовки на северогерманских верфях летом 1913 года и основателем и председателем гамбургского отделения НСДПГ в 1917 году. Заболев туберкулезом, он покончил жизнь самоубийством в мае 1919 года.

## Избранные публикации
- Belagerungszustand, Zensur und Schutzhaft vor dem Reichstage: Drei Reichstagsreden, geh. 1916. Nach d. amtl. Stenogramm. — Leipzig: Verlag der Leipziger Buchdruckerei, 1917.
- Revolutionäre Taktik. — Berlin: Verlag Freiheit, 1920.
- Die Wahrheit über Räte-Rußland. — Berlin: Reichsverlag, 1920.
- Die Marine-Justiz-Morde von 1917 und die Admirals-Rebellion von 1918. — Berlin: J.H.W. Dietz Nachf., 1926.
- Stumpf, Richard. Warum die Flotte zerbrach: Kriegstagesbuch e. christl. Arbeiters. Mit e. Vorw. von Wilhelm Dittmann. — Berlin: J. H. W. Dietz Nachf., 1927.
- Das politische Deutschland vor Hitler: Nach d. amtlichen Material des Statist. Reichsamtes in Berlin. — Zürich: Europa Verlag, 1945.
- Erinnerungen. — Frankfurt an Main: Campus-Verlag, 1995. — ISBN 3-593-35285-0.